# مسافرخانه‌دار
مسافرخانه‌دار (ایتالیایی: La locandiera همچنین شناخته شده با عنوان Mirandolina) یک درام تاریخی کمدی ایتالیایی محصول ۱۹۴۴ به کارگردانی لوئیجی کیارینی و با بازی لوئیزا فریدا، آرماندو فالکونی و اسوالدو والنتی است. این فیلم اقتباسی از نمایشنامه ۱۷۵۳ کارلو گولدونی به نام معشوقه مسافرخانه است، یکی از چندین باری که این اثر به فیلم تبدیل شده‌است. این فیلم متعلق به فیلم‌های سبک کالیگرافیسم است.
این فیلم در ابتدا در رم فیلمبرداری شد. در آخرین مراحل تکمیل، موسولینی سرنگون شد. تدوین نهایی در ونیز، پایتخت سینمای جمهوری اجتماعی ایتالیا، اما بدون حضور کیارینی انجام شد. دو تن از ستارگان آن لوئیزا فریدا و اسوالدو والنتی بعداً به دلیل همکاری با رهبران فاشیست توسط پارتیزان‌های ایتالیایی اعدام شدند.

## بازیگران
- لوئیزا فریدا
- آرماندو فالکونی
- اسوالدو والنتی
- کامیلو پیلوتو
- السا د جورجی
- پائولا بوربونی
- الگا سولبلی
- ماریو پیسو
- کارلو میکلوتسی
- ماریو سیلتی
- پینا پیووانی
- جینو چروی
- سارو اورزی